# Jouko Törmänen
Pour les articles homonymes, voir Törmänen.
Jouko Sihveri Törmänen, né le 10 avril 1954 à Rovaniemi et mort le 3 janvier 2015 dans la même ville, est un sauteur à ski finlandais.

## Palmarès

### Jeux olympiques
Médaillé d'or aux J.O. de Lake placid en 1980 au grand tremplin. Médaille d'or visible au musée Arktikum de Rovaniemi depuis le 23 janvier 2016.
| Épreuve / Édition | Innsbruck 1976 | Lake Placid 1980 |
| Petit tremplin    | 14e            | 8e               |
| Grand tremplin    | 10e            | Or               |

### Championnats du monde
| Épreuve / Édition | Falun 1974 | Lahti 1978 | Oslo 1982 |
| Petit tremplin    |            | 15e        |           |
| Grand tremplin    | 5e         | 6e         | 22e       |
| Par équipes       |            | Argent     |           |

### Coupe du monde
- Meilleur classement final : 19e en 1980.
- 1 victoire.

#### Saison par saison
| Année | Lieu          |
| 1980  | Falun (Suède) |